# Victor Benoit
Victor Benoit est un homme politique haïtien.

## Biographie
Il est nommé ministre des Affaires sociales et du Travail le 20 janvier 2015,. Pourtant membre d'un parti de la coalition gouvernementale, Fusion des socio-démocrates (Pati Fizyon Socyal Demokrat Ayisyen), il est incapable, comme les autres ministres de son parti, d'avoir un poids politique au sein du gouvernement. Le 5 août 2015, il démissionne avec deux autres ministres, Yves Rose Morquette et Mozart Clerisson, contre l'attitude sexiste de Michel Martelly. 